# Mayfair
Der Stadtteil Mayfair (anhörenⓘ) gehört zum Londoner Stadtbezirk City of Westminster im Zentrum der Stadt und liegt in unmittelbarer Nähe zu allen Attraktionen des Londoner West Ends. Mayfair wird im Osten durch den Stadtteil Soho, im Süden durch St James’s, im Westen durch den Hyde Park und im Norden durch die Oxford Street bzw. den Stadtteil Marylebone begrenzt. Es ist einer der exklusivsten Bezirke Londons und der Welt.
Ein Großteil des Viertels ist seit mehr als 300 Jahren im Besitz der Familie Grosvenor, die ihre dortigen Immobilien durch das britische Leasehold-System teuer verpachtet hat. Die Grosvenors gelten noch heute als eine der reichsten Familien Englands, nach ihnen sind in Mayfair außerdem einige Straßen und Plätze benannt.
In Mayfair befinden sich neben Konzernzentralen, Botschaften, hochwertigem Wohneigentum und Luxushotels entlang der Piccadilly und der Park Lane auch die berühmten Shoppingmeilen Bond Street und New Bond Street, in denen man die Geschäfte einiger der bekanntesten Modedesigner der Welt findet. In der Savile Row sind einige der bekanntesten und besten Maßschneider der Welt ansässig. Eine weitere Sehenswürdigkeit ist der Shepherd Market.
Zudem gilt Mayfair aufgrund der gehobenen Architektur und der Zentrumsnähe als eine der attraktivsten Wohngegenden Londons, dementsprechend belaufen sich Immobilienpreise oft auf mehrere Millionen Pfund. Besonders begehrt sind Apartments mit Blick auf den Hyde Park. Somit leben in Mayfair fast ausschließlich prominente oder besonders vermögende Menschen. Ein großer Teil des Grundbesitzes gehört zum Crown Estate.

## Persönlichkeiten, Töchter und Söhne
- Leslie Callingham (1888–1960), Autorennfahrer
- Josslyn Hay, 22. Earl of Erroll (1901–1941), britischer Peer
- William Walrond, 2. Baron Waleran (1905–1966), britischer Peer, Offizier und Autorennfahrer
- Ian Fleming (1908–1964), Schriftsteller
- Elisabeth II. (1926–2022), Königin des Vereinigten Königreichs Großbritannien und Nordirland
- The Beatles, britische Musikgruppe, wohnte um 1964 in der Green Street 57 in Mayfair[2]